# Leonid Tschernowezkyj

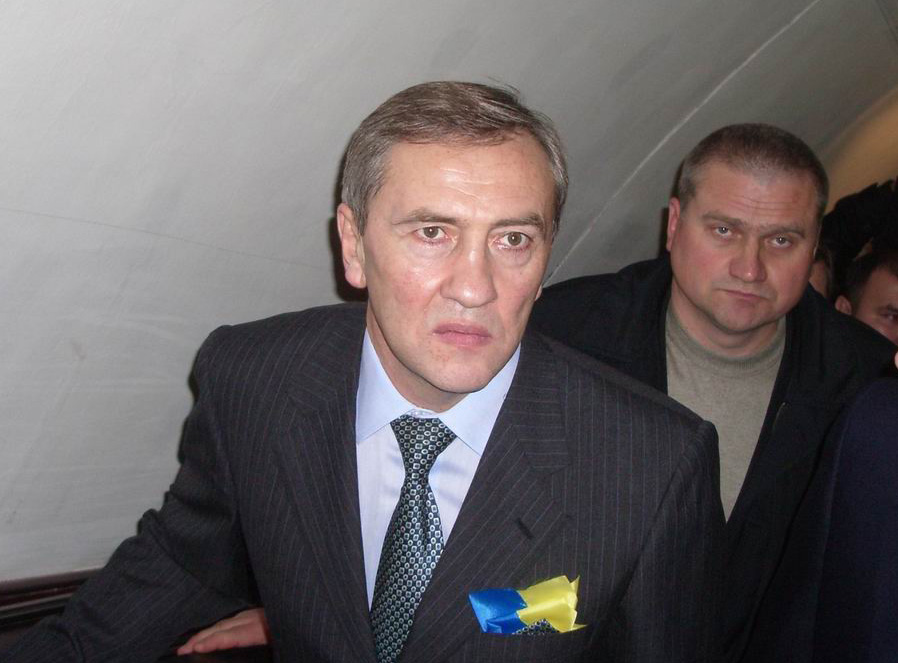
Leonid Tschernowezkyj 2006

Leonid Mychailowytsch Tschernowezkyj (* 25. November 1951 in Charkiw) ist ein ukrainischer Unternehmer, Philanthrop und Politiker. Er war zwischen 2006 und 2012 Bürgermeister der ukrainischen Hauptstadt Kiew.

## Lebenslauf
Tschernowezkyj diente von 1970 bis 1972 in der Roten Armee. 1977 schloss er am Rechtsinstitut Charkiw ein Studium in Rechtswissenschaften ab.
Von 1977 bis 1981 war er ein leitender ermittelnder Staatsanwalt der Oblast Kiew, von 1981 bis 1984 war er erneut am Rechtsinstitut Charkiw und erhielt den Grad der Kandidat der Rechtswissenschaften (Dr. jur.). Von 1984 bis 1989 war er Dozent und stellvertretender Vizerektor für wissenschaftliche Arbeit an der Taras-Schewtschenko-Universität Kiew. In den frühen 1990er Jahren gründete er Praweks, einschließlich der PraweksBank, eine der größten Banken der Ukraine. Nach dem Wechsel in die Politik wurde er Mitglied der Partei Unsere Ukraine und von 2002 bis 2006 war er Abgeordneter der Werchowna Rada, dem ukrainischen Parlament. Einige Zeit war er freiberuflicher Berater des ukrainischen Präsidenten Wiktor Juschtschenko.
Er ist der Gründer der Christlich-Liberalen Partei der Ukraine. Bei der Präsidentschaftswahl in der Ukraine 2004 trat er als Kandidat für das Präsidentenamt im ersten Wahlgang an, erreichte jedoch nur 0,46 Prozentpunkte.
Am 20. April 2006 gewann er die Bürgermeisterwahlen von Kiew mit einem Stimmenanteil von 32 % gegen Vitali Klitschko, welcher 24 Prozent der Stimmen auf sich vereinen konnte. Bei der Wahl 2008 siegte er erneut vor Oleksandr Turtschynow. Das Amt des Kiewer Bürgermeisters hatte er, in Nachfolge von Oleksandr Omeltschenko, bis zum 3. Juni 2012 inne.
Seine Amtsführung wurde von Ministerpräsident Mykola Asarow gerügt, der Anfang 2011 den Leiter der Stadtverwaltung Oleksandr Popow nach monatelanger Abwesenheit des Bürgermeisters wissen ließ: „Finden Sie unbedingt den Bürgermeister, sagen Sie ihm, dass die Menschen in Kiew ihn vermissen, ihn sehen wollen. Und sagen Sie ihm, er soll so schnell wie möglich wieder anfangen zu arbeiten.“
Am 19. August 2008 wurde ihm der Orden des Fürsten Jaroslaw des Weisen 5. Klasse verliehen. Im Jahr 2008 verkaufte er die „PraveksBank“ für 750 Mio. US-$.
In der Rangliste Die reichsten Ukrainer des Magazins Nowoje Wremja stand er am 31. Oktober 2014 mit einem geschätzten Vermögen von 80 Millionen US-Dollar auf Position 74. Laut Forbes.ua ist er 2015 der 11.-reichste Mensch der Ukraine mit einem Vermögen von 643 Mio. US-$. Seit seinem Ausscheiden als Bürgermeister ist er wieder als Unternehmer und Philanthrop tätig.

## Persönliches
Tschernowezkyj war zweimal verheiratet. Mit seiner ersten Frau hat er den Sohn Stepan Tschernowezkyj (* 1978) und eine Tochter (* 1979). 2012 heiratete er ein zweites Mal und wurde 2014 erneut Vater und erstmals Großvater. Er ist gläubiger Christ und mit der Kiewer Embassy of God (Hauptpastor Sunday Adelaja) verbunden.